# Raión de Amur-Nyzhniodniprovsk
Raión de Amur-Nyzhniodniprovsk (en ucraniano: Амур-Нижньодніпровський район) es un raión o distrito urbano de Ucrania, en la ciudad de Dnipró. 
Comprende una superficie de 72 km².

## Demografía
Según estimación 2010 contaba con una población total de 160123 habitantes.